# 개성시장
개성시장은 경기도 개성시의 시장으로 개성시의 행정 사무를 총괄했던 공무원이다.

## 경기도 개성부윤
- 이해익(李海翼) 1945년 8월 16일 ~ 1945년 9월 2일
- 이해익(李海翼) 1945년 12월 ~ 1946년
- 손홍준(孫洪駿) 1946년 ~ 1946년 11월 30일[1]
- 이성득(李聖得) 1946년 12월 1일[1] ~ 1947년
- 이교완(李敎完) 1947년 ~ 1948년 5월 19일
- 김학형(金鶴炯) 1948년 5월 20일 ~ 1950년 4월 23일[2]

## 개성시장
- 김학형(金鶴炯) 1949년 8월 29일 ~ 1950년 5월 8일
- 김기홍(金基弘) 1950년 5월 12일 ~ 미상, 전 개풍군수